# Josef Doposcheg-Uhlár

Josef Doposcheg-Uhlár auf der Insel Java vor dem Berg Bromo (1913)

Josef Doposcheg-Uhlár (geb. 30. September 1870 in Klagenfurt; gest. 26. März 1956) war ein österreichischer Biologe, der sich auf das Studium von Pflanzen und deren Ökologie spezialisierte und mehrere naturkundliche Führer veröffentlichte. 

## Leben und Werk
Doposcheg-Uhlár unternahm zahlreiche Expeditionen, zum Beispiel auf die Insel Java. Seine Arbeit beinhaltete oft Beobachtungen von seinen Reisen und er beschrieb detailliert seine Beobachtungen und Untersuchungen. In seinem Aufsatz Versuche über die Umwandlung von Antheridienständen in den vegetativen Thallus bei Marchantieen, veröffentlicht 1920 in der Zeitschrift Flora, beschrieb er die Umwandlung von Antheridienständen bei bestimmten auf Java gefundenen Exemplaren der Pflanzengattung Marchantia in vegetative Thallusäste. In der Botanischen Staatssammlung befindet sich ein Herbarium, das Doposcheg-Uhlár auf Java gesammelt hatte.
Er veröffentlichte unter anderem die beiden naturkundlichen Führer Berge und Pflanzen (Werden und Wachsen) in der Landschaft Werdenfels. Naturkundlicher Führer und Die Zugspitze. Ersteigungs-Geschichte, Orographie, Klima und touristisch-geologisch-botanischer Führer auf den Zugangswegen und Anstiegslinien.
Als ehemaligem Major des Heeres im Ruhestand wurde ihm der Orden der Eisernen Krone III. Klasse verliehen. Doposcheg-Uhlár war ordentliches Mitglied der Bayerischen Botanischen Gesellschaft.
Er war verheiratet mit Agathe von Schwabenau.

## Publikationen (Auswahl)
- Studien zur Regeneration und Polarität der Pflanzen. In: Flora oder Allgemeine Botanische Zeitung. Band 102, 1911, S. 24–86 (biodiversitylibrary.org).
- Studien zur Verlaubung und Verknollung von Sproßanlagen bei Wasserkultur. In: Flora oder Allgemeine Botanische Zeitung. Band 104, 1912, S. 172–179 (biodiversitylibrary.org).
- Die Anisophyllie bei Sempervivum. In: Flora oder Allgemeine Botanische Zeitung. Band 105, 1913, S. 162–183 (biodiversitylibrary.org).
- Studien zur Verlaubung und Verknollung von Sproßanlagen bei Wasserkultur. In: Flora oder Allgemeine Botanische Zeitung. Band 106, 1913, S. 216–236 (biodiversitylibrary.org).
- Über äußere und innere Brutbecherbildung an den Antheridienständen von Marchantia geminata. In: Flora oder Allgemeine Botanische Zeitung. Band 108, 1915, S. 216–236 (biodiversitylibrary.org).
- Versuche über die Umwandlung von Antheridienständen in den vegetativen Thallus bei Marchantieen. In: Flora oder Allgemeine Botanische Zeitung. Band 113, 1920, S. 261–270 (biodiversitylibrary.org).
- Die Zugspitze - Geschichtlich-touristischer-naturwissenschaftlicher Führer. Ersteigungsgeschichte, Orographie, Klima und touristisch-geologisch-botanischer Führer auf den Zugangswegen und Anstiegslinien. Buchdruckerei A. Adam, Garmisch 1921.
- mit Bernhard Johannes: Garmisch-Partenkirchen und Umgebung; Bayerische Alpen. Verkehrs- und Sportverein Partenkirchen, vom Verkehrs- und Wintersportverein Garmisch und der Kurverwaltung Garmisch Partenkirchen, Garmisch-Partenkirchen 1927 (Original-Aufnahmen von B. Johannes, Partenkirchen.).
- Berge und Pflanzen (Werden und Wachsen) in der Landschaft Werdenfels. Naturkundlicher Führer. Buchdruckerei A. Adam, Garmisch 1930 (1930 laut Vorwort).
- Zugspitze und Zugspitzbahn. Geschichtlich-naturkundlicher Führer. Adam, Garmisch 1934.